# Alfred Schneider (Jurist, 1911)
Alfred Schneider (* 20. Juli 1911 in Berlin; † 16. Juni 1998) war ein deutscher Jurist, Verwaltungsbeamter und von 1962 bis 1975 Regierungspräsident des Regierungsbezirks Kassel.

## Leben
Nach dem Jurastudium war er zunächst Assessor beim Amtsgericht Kassel und dann Justitiar bei der AOK Kassel. 1939 wurde er zum Kriegsdienst eingezogen und geriet in sowjetische Kriegsgefangenschaft, aus der er erst 1953 schwer kriegsbeschädigt entlassen wurde. Im gleichen Jahr wurde er als Regierungsrat beim Regierungspräsidium Kassel eingestellt. Am 1. Januar 1956 wurde Alfred Schneider, der Mitglied der SPD war, zum Vizepräsidenten des Regierungspräsidiums befördert. Vom 1. Januar 1962 bis 31. August 1975 war er Kasseler Regierungspräsident. Er war 1966 bis 1968 Mitglied des documenta-Rates zur 4. documenta im Jahr 1968 in Kassel. 
Er war Mitglied der Sachverständigenkommission für die Verwaltungsreform in Hessen in den 1970er Jahren und setzte sich dort für den Erhalt des Regierungspräsidiums ein.

## Ehrungen
- 1975: Großes Verdienstkreuz mit Stern der Bundesrepublik Deutschland
- 1977: Goethe-Plakette des Landes Hessen